# Ch’ae Hŭi Jŏng
Ch'ae Hŭi Jŏng, również Chae Hui Jong (kor. 채희정, ur. 1924) – północnokoreański polityk. Ze względu na przynależność do najważniejszych gremiów politycznych Korei Północnej, uznawany za członka elity władzy KRLD. 

## Kariera
Ch'ae Hŭi Jŏng urodził się w 1924 roku w prowincji Hamgyŏng Południowy. Absolwent Uniwersytetu im. Kim Ir Sena oraz Uniwersytetu Moskiewskiego. Karierę zawodową i polityczną rozpoczynał jeszcze w latach 50. XX wieku. Od września 1961 roku członek Komitetu Centralnego Partii Pracy Korei oraz wicedyrektor jednego z departamentów KC. Jeszcze w październiku 1963 został wicedyrektorem partyjnego archiwum (któremu szefuje obecnie).
Na 6. Konferencji PPK w październiku 1980 wybrany zastępcą członka Komitetu Centralnego. Od czerwca 1983 roku sekretarz KC, odpowiedzialny za sprawy centralnego planowania. W 1988 roku został kolejno wiceministrem pracy oraz wiceministrem ds. inwestycji joint venture. W grudniu 1993 roku mianowany zastępcą dyrektora Wydziału Planowania Finansowego KC.
W 1995 roku objął stanowisko dyrektora Archiwum Komitetu Centralnego PPK, które pełni do dziś. Na mocy postanowień 3. Konferencji Partii Pracy Korei 28 września 2010 roku po raz drugi zasiadł w KC (po raz pierwszy został pełnoprawnym członkiem KC w grudniu 1993).
Deputowany Najwyższego Zgromadzenia Ludowego KRLD, parlamentu KRLD, w III oraz nieprzerwanie począwszy od VI kadencji (tj. dd października 1962 do listopada 1967 oraz od listopada 1977 roku do dziś). W styczniu 1984 został przewodniczącym Komisji Ustawodawczej NZL.
Po śmierci Kim Dzong Ila w grudniu 2011 roku, Ch'ae Hŭi Jŏng znalazł się na wysokim, 42. miejscu w 233-osobowym Komitecie Żałobnym. Świadczyło to o formalnej i faktycznej przynależności Ch'ae Hŭi Jŏng do grona kierownictwa politycznego Koreańskiej Republiki Ludowo-Demokratycznej. Według specjalistów, miejsca na listach tego typu określały rangę polityka w hierarchii aparatu władzy.

## Odznaczenia
Odznaczony Orderem Kim Ir Sena (kwiecień 1985).